# Antoxantina
Les antoxantines (en anglès anthoxanthins) són un tipus de pigments flavonoides que es troben en les plantes. Com a regla, els més brillants d'aquests pigments es troben en més quantitat a l'escorça o la fusta de diverses espècies d'arbres tropicals; però també són presents, en menor quantitat, en les flors d'espècies de plantes que viuen en climes temperats.
Són glucòsids que normalment consten d'una molècula de glucosa unida a una molècula de flavona o xantona. Són la contrapart dels antocians. Les antoxantines tenen un rang de colors que va de blanc o incolor a color crema o groc, sovint es troba en el pètals de les flors. Aquests pigments són generalment més blancs en un medi àcid i més grogosos en un medi alcalí. Són només lleugerament solubles en aigua però ràpidament solubles en àcids diluïts 
Són molt susceptibles al canvi de color amb minerals i ions de metalls, similarment com passa en els antocians. Com tots els flavonoides presenten propietats antioxidants i són importants en la nutrició i de vegades s'usen com additiu alimentari. Un exemple d'antoxantina és la quercitina
També es fan servir com a tints.